# العلاقات السورية الماليزية
العلاقات السورية الماليزية هي العلاقات الثنائية التي تجمع بين سوريا وماليزيا. منذ عام 2002 وحتى الآن، تعززها السفارة السورية في كوالالمبور، في حين ان سفارة ماليزيا في سورية قد سبق تعليق عملها منذ عام2012.
تنشط العلاقات حالياً بين البلدين في مجال التعليم ورعاية شؤون الطلاب السوريين في ماليزيا، في حين تشهد العلاقات تحسناً بين الجانبين.

## مقارنة بين البلدين
هذه مقارنة عامة ومرجعية للدولتين:
| وجه المقارنة                                              | سوريا                    | ماليزيا       |
| --------------------------------------------------------- | ------------------------ | ------------- |
| المساحة (كم2)                                             | 185.18 ألف               | 330.29 ألف    |
| عدد السكان (نسمة)                                         | 18.27 مليون              | 31.62 مليون   |
| الكثافة السكانية (ن./كم²)                                 | 98.66                    | 95.73         |
| العاصمة                                                   | دمشق                     | كوالالمبور    |
| اللغة الرسمية                                             | اللغة العربية            | لغة ماليزية   |
| العملة                                                    | ليرة سورية               | رينغيت ماليزي |
| الناتج المحلي الإجمالي (بليون دولار)                      | 60.20 مليار              | 314.50 مليار  |
| الناتج المحلي الإجمالي (تعادل القوة الشرائية) بليون دولار |                          | 817.43 مليار  |
| الناتج المحلي الإجمالي الاسمي للفرد دولار أمريكي          |                          | 9.77 ألف      |
| الناتج المحلي الإجمالي للفرد دولار أمريكي                 |                          | 25.64 ألف     |
| مؤشر التنمية البشرية                                      | 0.594                    | 0.779         |
| رمز المكالمات الدولي                                      | +963                     | +60           |
| رمز الإنترنت                                              | .sy                      | .my           |
| المنطقة الزمنية                                           | ت ع م+02:00، ت ع م+03:00 | ت ع م+08:00   |

## منظمات دولية مشتركة
يشترك البلدان في عضوية مجموعة من المنظمات الدولية، منها:
| علم المنظمة | اسم المنظمة                               | تاريخ انضمام سوريا | تاريخ انضمام ماليزيا |
| ----------- | ----------------------------------------- | ------------------ | -------------------- |
|             | مؤسسة التنمية الدولية                     | 28 يونيو 1962      | 24 سبتمبر 1960       |
|             | يونسكو                                    | 16 نوفمبر 1946     | 16 يونيو 1958        |
|             | وكالة ضمان الاستثمار متعدد الأطراف        | 14 مايو 2002       | 6 ديسمبر 1991        |
|             | الأمم المتحدة                             | 24 أكتوبر 1945     | 17 سبتمبر 1957       |
|             | الاتحاد البريدي العالمي                   | ?                  | ?                    |
|             | البنك الدولي للإنشاء والتعمير             | 10 أبريل 1947      | 7 مارس 1958          |
|             | المنظمة الهيدروغرافية الدولية             | ?                  | ?                    |
|             | منظمة التعاون الإسلامي                    | 1972               | ?                    |
|             | منظمة حظر الأسلحة الكيميائية              | ?                  | ?                    |
|             | الاتحاد الدولي للاتصالات                  | 12 يناير 1924      | 3 فبراير 1958        |
|             | مؤسسة التمويل الدولية                     | 28 يونيو 1962      | 20 مارس 1958         |
|             | المركز الدولي لتسوية المنازعات الاستشارية | 24 فبراير 2006     | 14 أكتوبر 1966       |
|             | منظمة الشرطة الجنائية الدولية             | ?                  | ?                    |

## أعلام
هذه قائمة لبعض الشخصيات التي تربطها علاقات بالبلدين:
- لمياء عاصي (سياسية سورية، 27 ديسمبر 1955 – )

## وصلات خارجية
- سفارة سوريا في كوالالمبور
- موقع وزارة الخارجية الماليزية